# D-Sailors
Die D-Sailors waren eine Punkrock-Band aus Jülich.

## Bandgeschichte
1993 gründeten Uli Breitbach (Gesang), Ingmar Krause (Gitarre), Uli Grossmann (Gitarre – ab 1995 Bass), Tim Bartel (Bass bis 1995) und Marco Böddecker (Schlagzeug) die Band The Drunken Sailors. Die Konzerte waren anfangs auf den Einzugsbereich von Jülich beschränkt. Im September 1995 verließ der Bassist die Band – der Platz wurde von Uli Grossmann übernommen. Der Bandname wurde in D. Sailors geändert.
Nachdem 1994 und 1995 bereits zwei Tapes aufgenommen wurden, folgte 1996 die erste CD D. Sailors. Nach der Veröffentlichung ihres zweiten Albums How to Drive wurde die Band 1997 vom Label Vitaminepillen Records unter Vertrag genommen. Ein Jahr später folgte A New Project.
Die Band wurde zunehmend bekannter – es fanden Konzerte in ganz Deutschland statt. Nach einem erneut konzertreichen Jahr begannen die Sailors Ende 1999 mit den Aufnahmen zu ihrem Album Mind Dressing, welches im März 2000 in Deutschland veröffentlicht wurde. In diesem Jahr begann die Band, ein kontinuierliches „Tourtagebuch“ zu führen – jedes Konzert wurde auf der Webseite kommentiert und in der Regel bebildert. Ab August dieses Jahres folgte die bisher längste Tour- und Studio-freie Zeit der Sailors, da Uli Breitbach in Amerika ein Praktikum bei Lookout! Records machte. Nach seiner Rückkehr veröffentlichte Vitaminepillen Records das Album Multilateral an dessen Veröffentlichung sich eine 24-tägige Tour zusammen mit der brasilianischen Band Nitrominds quer durch Deutschland anschloss. Im September veröffentlichte Nitroala Records in Brasilien das Album Mind Dressing.
Anfang 2002 folgten Konzerte u. a. mit den Wohlstandskindern, der Terrorgruppe und Rantanplan. Aufgrund der erfolgreichen „Multilateral“-Tour 2001 wurde der Entschluss gefasst, im Folgejahr wieder mit Nitrominds zusammen in Brasilien zu touren. Da Marco Böddecker aus gesundheitlichen Gründen nicht nach Brasilien reisen konnte, spielten die Sailors auf dieser Tour mit dem „Ersatzschlagzeuger“ Caddy. Die Sailors wurden von der überschwänglichen Begeisterung der brasilianischen Fans überrascht. Die Konzerte fanden vor mehreren hundert Leuten statt, und durch die vorhergehende Veröffentlichung des Multilateral-Albums durch Nitroala Records angeheizt, waren die Texte vielen Besuchern schon bekannt und wurden komplett mitgesungen. Wieder in Deutschland folgten weitere Konzerte mit den Nitrominds, den Mighty Mighty Bosstones und Tagtraum. Seit Ende 2002 zeichnete die Agentur Pulse Entertainment für Buchungsanfragen verantwortlich.
2003 fand in Jülich die 10-jährige Geburtstagsfeier statt, bei der eine Vielzahl an Bands gecoverte Sailors-Songs spielen. In Frankreich erschien bei Liv4yerself Records das Split-Album Feeling Cramped, Pushing back Borders zusammen mit Freygolo – Imperial Records veröffentlichte in Japan die CD Rewind. Nach Konzerten mit Schrottgrenze, den Wohlstandskindern, Knorkator und den Nitrominds fand im März 2004 das letzte Konzert mit Marco Böddecker am Schlagzeug statt. Dieser musste aus gesundheitlichen Gründen ausscheiden – seinen Part übernimmt Matthias 'Matthi' Brus, der zuvor bei Bizibox spielte. Nach zweimonatiger Pause folgten wieder Konzerte und die Veröffentlichung von Lies and Hoes – in Deutschland bei Rocktypen mit Vertrieb durch Alive, in Brasilien bei Nitroala Records.
Im Juli 2004 folgte eine weitere Brasilientour, bei der die Sailors in Rio de Janeiro in einer Sendung des brasilianischen Fernsehsenders TVE auftreten. Zu dem Lied Uniform wurde ein Video produziert, welches ab September 2004 auch im deutschen Fernsehen (Viva Plus) zu sehen war. Der Anfang des Jahres 2005 wurde durch den Tod des Gründungsmitglieds und Ex-Schlagzeuger Marco überschattet.
Das Sailors-Cover von We Built This City wurde Ende 2005 als Opener der Jugendsendung „Konsole“ des Kölner Fernsehsenders Center.tv gewählt. Während die Sailors 2006 nur wenige Auftritte innerhalb Deutschlands absolvierten, folgte im Juni/Juli 2007 eine erneute Brasilien-Tour, und im August erschien das neue Album Between the Devil and the Deep Blue Sea.
Im Februar 2010 gaben die Sailors ihre Auflösung auf ihrer Internetseite bekannt. Ihr Abschiedskonzert spielten sie am 12. Juni 2010 im Kuba (Kulturbahnhof) in Jülich.

## Diskografie

### Studioalben
- 1996: D-Sailors (DIY)
- 1997: How to Drive (DIY)
- 1998: A New Project (Vitaminepillen Records)
- 2000: Mind Dressing (Vitaminepillen Records; 2002: Nitroala Records/Brasilien)
- 2003: Rewind (Imperial Records/Japan)
- 2004: Lies and Hoes (Rocktypen/Alive; 2004: Nitroala Records/Brasilien)
- 2007: Between the Devil and the Deep Blue Sea (Nitroala Records/Brasilien)

### Kooperationen
- 2001: Multilateral, zusammen mit Nitrominds (Vitaminepillen Records; 2002: Nitroala Records/Brasilien)
- 2003: Feeling Cramped, Pushing Back Borders, zusammen mit Freygolo (Liv4yerself Records/Frankreich)

### Kompilationen
- 2005: Demo und Outtake Compilation (1992–2004)